# Francisco Sousa
Francisco David Sousa Franquelo (Malaga, 3 febbraio 1980) è un ex calciatore spagnolo, di ruolo centrocampista.

## Carriera

### Club
Ha giocato nella massima serie dei campionati spagnolo e cipriota, e nella seconda divisione spagnola.